# 指切り (一青窈の曲)
「指切り」（ゆびきり）は、日本の歌手一青窈の8枚目のシングルである。2005年12月7日発売。発売元はコロムビアミュージックエンタテインメント（現：日本コロムビア）。

## 概要
- 前作から3ヶ月ぶりとなるシングル。

## 収録曲
（全作詞：一青窈）
1. 指切り（5:20）
  - 作曲・編曲：小林武史
  - エムティーアイ「music.jp」CMソング
2. 音叉（4:00）
  - 作曲・編曲：富田素弘
3. ぱぱへ（5:00）
  - 作曲：山内薫／編曲：山内薫、森安信夫

## 収録アルバム
- オリジナル『&』
- ベスト『BESTYO』
- ライブ『一青窈 CONCERT TOUR 2008「Key〜Talkie Doorkey」LIVE CD @ NHK hall』